# Kozłówek (Basses-Carpates)
Pour les articles homonymes, voir Kozłówek.
Kozłówek est une localité polonaise de la gmina de Wiśniowa, située dans le powiat de Strzyżów en voïvodie des Basses-Carpates.